# Enrico Foti
Enrico Foti (Riposto, 1º ottobre 1964) è un ingegnere italiano, eletto rettore dell'Università di Catania nel 2025.

## Biografia
Dopo il diploma al liceo scientifico "Leonardo da Vinci" di Giarre, si laurea in ingegneria civile presso la sezione "Idraulica" dell'Università di Catania. In seguito diviene dottore di ricerca in idrodinamica per un Consorzio tra le Università di Padova, Firenze, Genova e Trento e poi ricercatore presso l'ateneo catanese. Dal 2003 è professore ordinario di idraulica presso questa università.
Il 23 giugno 2025 viene eletto rettore dell'ateneo etneo.